# یک شب در مکزیک قدیمی
یک شب در مکزیک قدیمی (انگلیسی: A Night in Old Mexico) فیلمی در ژانر درام به کارگردانی امیلیو آراگون آلوارز است که در سال ۲۰۱۳ منتشر شد.